# Epanthidium tigrinum
Epanthidium tigrinum är en biart som först beskrevs av Carlos Schrottky 1905.  Epanthidium tigrinum ingår i släktet Epanthidium och familjen buksamlarbin. Inga underarter finns listade i Catalogue of Life.